# تولید شیشه

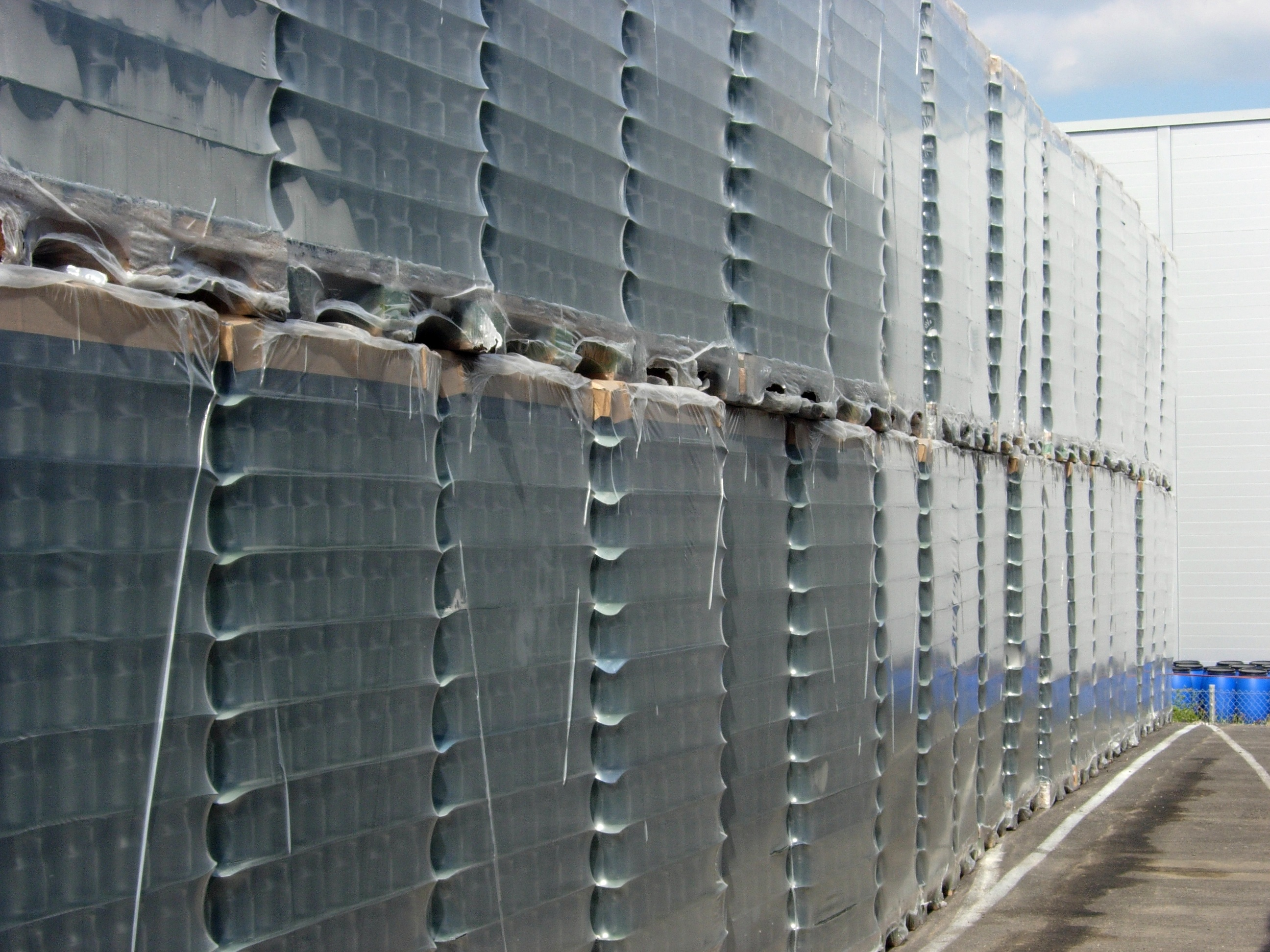
بطری‌های شیشه‌ای (برای خلال‌های خیار) روی تخته‌های حمل و نقل

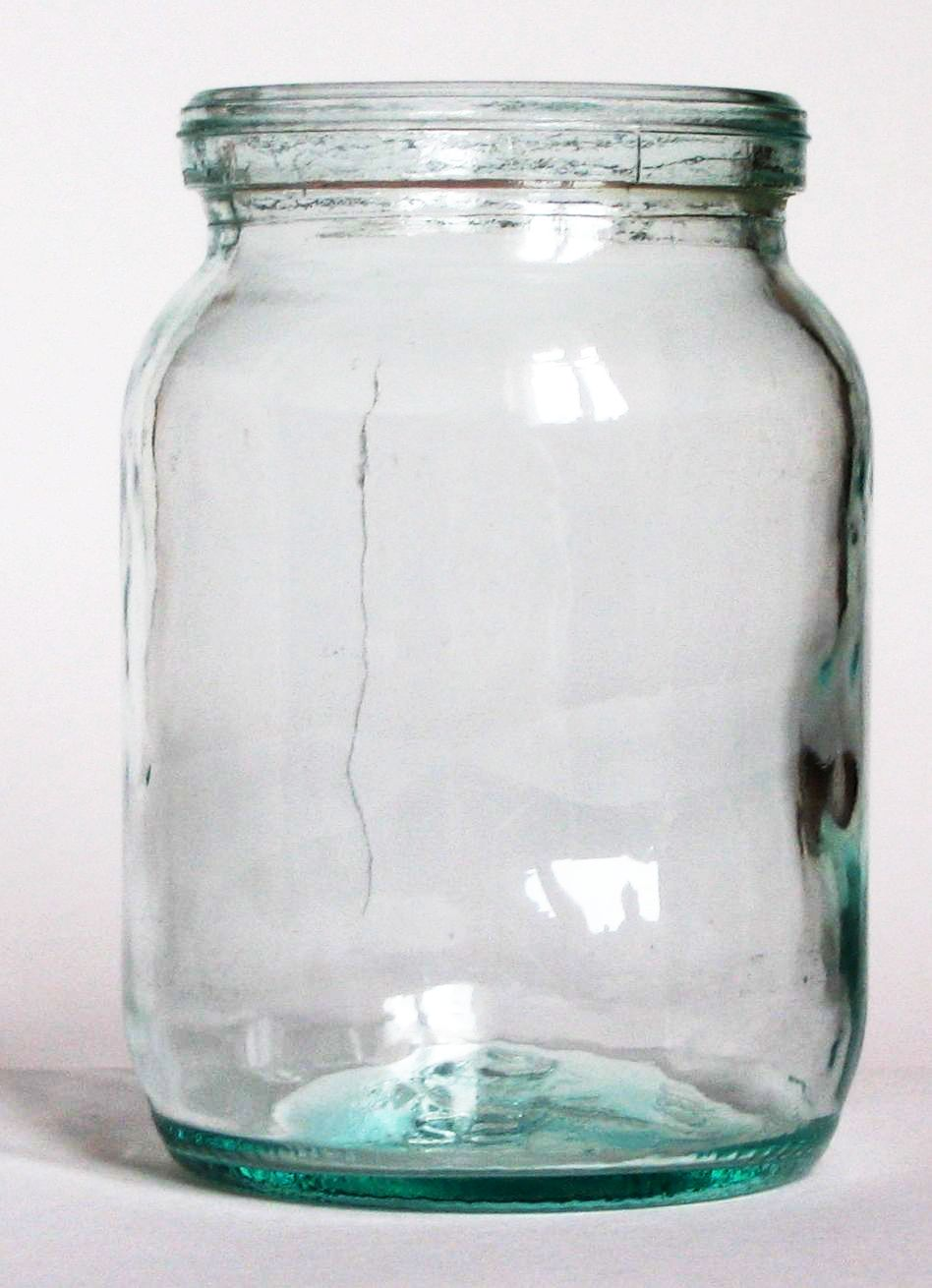
یک ظرف مایونز مربوط به زمان شوروی

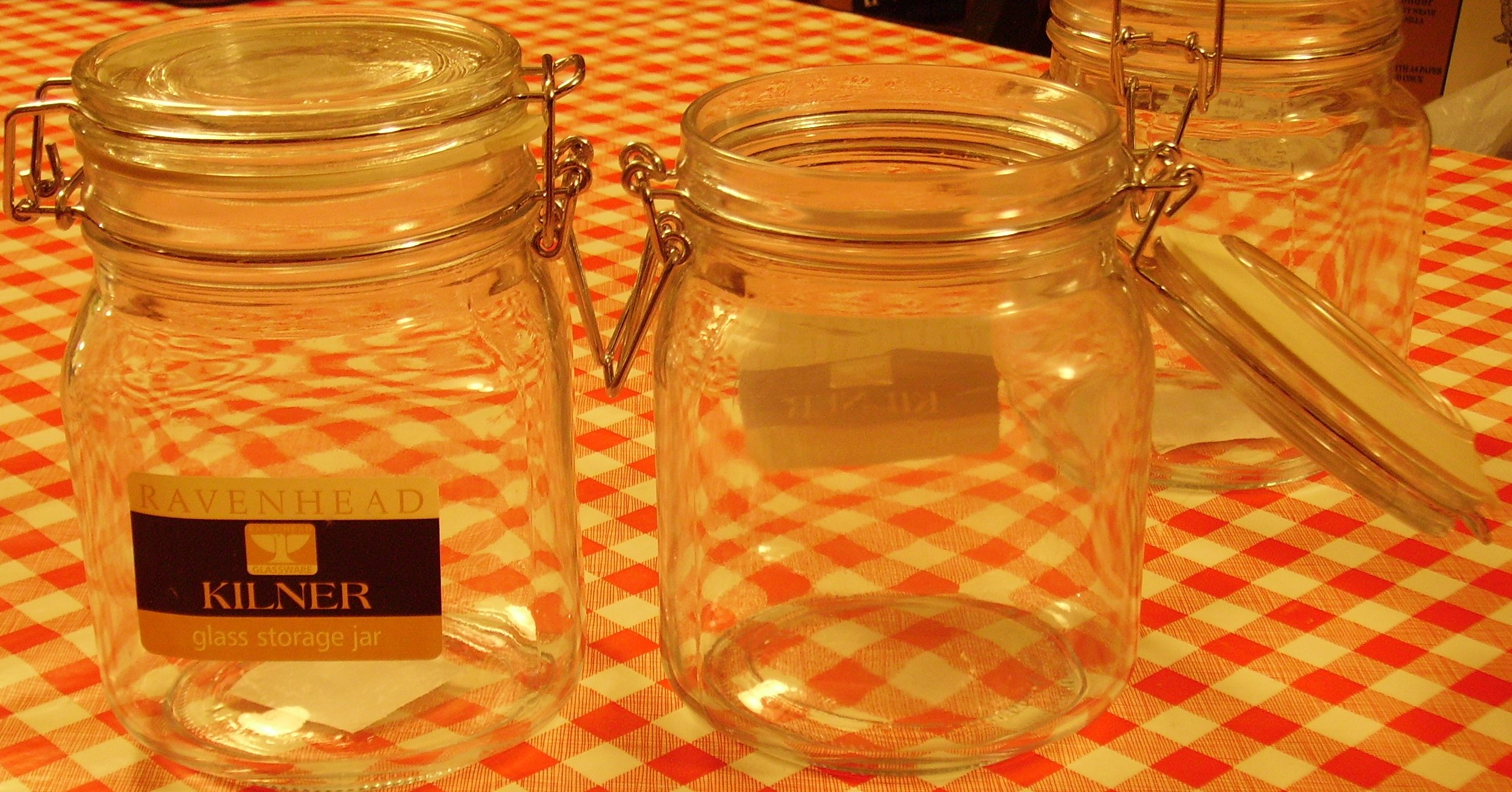
شیشه مدرن "فرانسوی کیلنر"

تولید شیشه به دو روش اصلی و اساسی تقسیم می‌شود - فرآیند شیشه شناور که ورق‌های شیشه‌ای را تولید می‌کند و دمیدن شیشه که بطری‌ها و ظروف دیگر را تولید می‌کند. تولید شیشه در طول تاریخ به روش‌های متنوعی انجام شده‌است.

## تولید ظرف شیشه ای
به‌طور کلی، کارخانه‌های ظروف شیشه‌ای سازی مدرن از سه بخش عملیاتی تشکیل شده‌اند: خانه دسته‌ای، انتهای گرم و انتهای سرد . خانه دسته‌ای مواد خام اولیه را کنترل و تهیه می‌کند. انتهای گرم فرآیند ساخت درست و مناسب را کنترل می‌کند - پیش گرم، ماشین آلات تشکیل و اجاق‌های بازپخت. و انتهای سرد تجهیزات را بازرسی می‌کند و بسته بندی محصول را کنترل می‌کند.

### سیستم پردازش دسته‌ای (خانه دسته ای)
یکی از مراحل اولیه در فرآیند شیشه سازی،پردازش دسته‌ای است.در خانه دسته‌ای مواد خام اولیه را به راحتی در سیلوهای بزرگ (که با کامیون یا تراموا تغذیه می‌شوند) نگهداری می‌کند و این مواد را از 1 تا 5 روز در خود نگه می‌دارد. برخی از سیستم‌های دسته‌ای شامل پردازش مواد مانند غربالگری / غربال مواد خام اولیه، خشک کردن، یا پیش گرم شدن (یعنی کولت ) هستند. این خانه دسته‌ای چه به صورت خودکار و چه به صورت دستی، از طریق مجموعه‌ای از مجراها، حمل کننده‌‌ها و مقیاس‌ها، دستور تهیه مواد خام اولیه شیشه‌ای (دسته ای) را اندازه گیری، گردآوری و ترکیب می‌کند و این مواد را وارد کوره می‌کند. دسته مواد از راه "تغذیه رسان دسته" وارد کوره می‌شوند. انواع مختلف شیشه، رنگ‌ها، کیفیت دلخواه، خلوص / در دسترس بودن مواد خام اولیه و طراحی کوره بر روی دستور العمل هر دسته تأثیر می‌گذارد.

### انتهای گرم
انتهای گرم در یک کارخانه شیشه سازی جایی است که شیشه مذاب به محصولات شیشه‌ای تبدیل می‌شود. دسته مواد وارد کوره می‌شود، سپس به فرآیند شکل‌دهی، تصفیه داخلی و بازپخت انتقال می‌یابد.
در جدولی که در زیر مشاهده می‌کنید،نقاط متداول با گران‌روی ثابت، قابل مصرف در آزمایشگاه برای تولید شیشه در مقیاس بزرگ و ذوب شیشه آزمایشی آورده شده‌است : 
| log 10 (η، Pa · s) | log 10 (η، P) | شرح                                                                                               |
| ------------------ | ------------- | ------------------------------------------------------------------------------------------------- |
| 1                  | 2             | نقطه ذوب (همگن شدن و ریز کردن ذوب شیشه)                                                           |
| 3                  | 4             | نقطه کار (فشار دادن، دمیدن، تشکیل gob)                                                            |
| 4                  | 5             | نقطه جریان                                                                                        |
| 6.6                | 7.6           | نقطه نرم شدن Littleton (شیشه در وزن خود تغییر شکل می‌دهد). روش‌های استاندارد ASTM C338، ISO 7884-3) |
| 8-10               | 9–11          | نقطه نرم شدن اتساعی، T d، بسته به بار                                                             |
| 10.5               | 11.5          | نقطه تغییر شکل (شیشه در طی وزن خود در مقیاس μm طی چند ساعت تغییر شکل می‌دهد. )                     |
| 11–12.3            | 12–13.3       | دمای انتقال شیشه، T g                                                                             |
| 12                 | 13            | نقطه پخت (استرس در عرض چند دقیقه برطرف می‌شود). )                                                  |
| 13.5               | 14.5          | نقطه کرنش (استرس در طی چند ساعت کاهش می‌یابد). )                                                   |

#### کوره

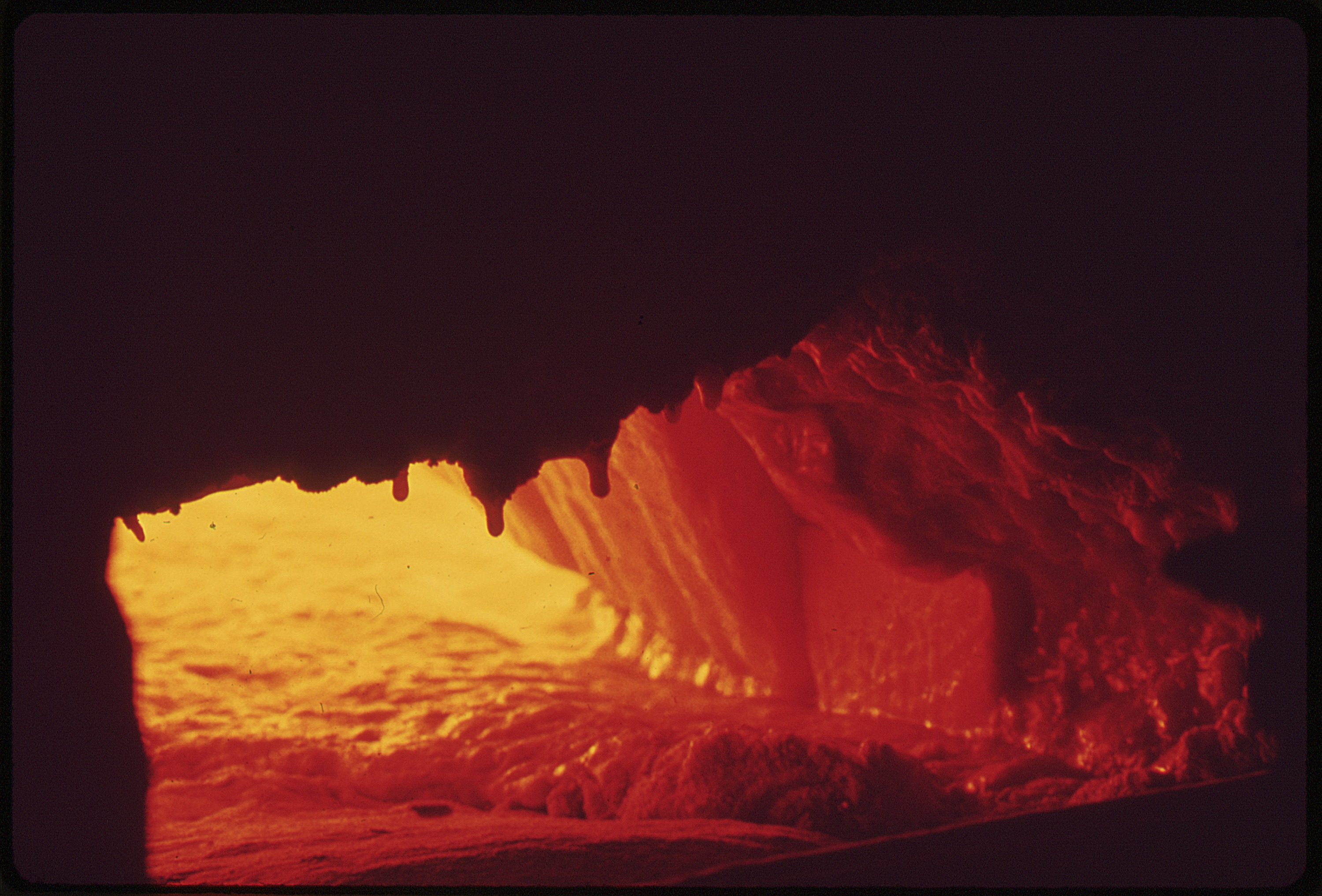
تغذیه رسان دسته‌ای در یک کوره پخت شیشه

دسته با سرعتی آرام و کنترل شده توسط سیستمی که دسته مواد را پردازش می‌کند، وارد کوره می‌شود. این کوره‌ها از گاز طبیعی - یا سوخت مازوت استفاده می‌کنند و در دماهایی تا دمای ۱٬۵۷۵ درجه سلسیوس (۲٬۸۶۷ درجه فارنهایت) کار می‌کنند.  محدودیت‌های این دما در کیفیت مواد روبنایی کوره و یا در ترکیب شیشه است. انواع کوره‌های مورد استفاده در ساختن ظروف شیشه‌ای شامل درگاه انتهایی (با سوخت نهایی)، پورت جانبی و سوخت اکسی است . به‌طور معمول، اندازه کوره براساس ظرفیت تولید متریک در روز (MTPD) طبقه بندی می‌شود.

#### روند شکل ‌گیری
در حال حاضر دو روش اصلی و اساسی برای ساخت ظروف شیشه‌ای وجود دارد: روش دمیدن و دمیدن  فقط برای ظروفی با دهانه باریک، و روش فشار و دمیدن برای ظروف دهانه گشاد و ظروف مخروطی دهانه باریک استفاده می‌شود.
در هر دو روش، جریانی از مذاب شیشه در دمای پلاستیک خود ( ۱٬۰۵۰–۱٬۲۰۰ درجه سلسیوس (۱٬۹۲۰–۲٬۱۹۰ درجه فارنهایت) ) با تیغه برشی،بریده می‌شود تا یک استوانه جامد از جنس شیشه،که گوب نامیده می‌شود، شکل گیرد. وزن گوب از پیش به گونه‌ای تعیین می‌شود که فقط برای درست کردن یک بطری کافی باشد. هر دو فرآیند با افتادن گوب توسط نیروی جاذبه شروع می‌شوند و از طریق دهانه‌ها و ناودانها به درون قالب‌های خالی هدایت می‌شوند و دو نیمه آنها بسته می‌شوند، سپس توسط ممانعت از بالا محکم چسبانده می‌شوند.

شکل‌گیری ظرف شیشه‌ای

در فرآیند دمیدن و دمیدن  شیشه ابتدا از طریق دریچه‌ای در بافل دمیده می‌شود، و با اعمال نیرو آن را تا به داخل قالب حلقه‌ای سه تکه،که در بازوی دهانه حلقه زیر پشته‌ها نگهداری می‌شود، پایین بیاورد، تا پایان‌کاری را تشکیل دهد. اصطلاح "پایان‌کاری" جزئیاتی مانند سطح آب‌بندی کلاهک، شبارهای پیچ، دندانه نگهدارنده برای کلاهک ضد دستکاری و غیره، را در انتهای باز ظرف،توصیف می‌کند. سپس هوای فشرده شده از طریق شیشه دمیده می‌شود، که منجر به ایجاد یک ظرف توخالی و تا حدی شکل گرفته می‌شود. سپس هوای فشرده شده در مرحله دوم دوباره دمیده می‌شود تا شکل نهایی به خود بگیرد.
ظروف در دو مرحله اساسی ساخته می‌شوند. در مرحله اول تمام جزئیات ("پایان‌کاری")  در اطراف دهانه قالب،قالب‌گیری می‌شود، اما در ابتدا بدنه ظرف بسیار کوچکتر از اندازه نهایی آن است. این ظروف نیمه ساخته شده پاریسون نامیده می‌شوند و بلافاصله پس از دمیدن در قالب به شکل نهایی در می‌آیند.
"حلقه ها" از پایین توسط یک پیستون کوتاه مهر و موم می‌شوند. پس از اینکه "حل کردن" تمام می‌شود، پیستون کمی جمع می‌شود، و اجازه می‌دهد پوسته شکیل‌گرفته نرم شود. سپس هوای "ضد دمیدن" از طریق پیستون بالا می‌آید تا پاریسون را ایجاد کند. بافل به بالا می‌رود و جای خالی باز می‌شود. پاریسون توسط "بازوی دهانه حلقه" که به وسیله "پایان‌کاری" نگه داشته می‌شود، با یک قوس به "کناره قالب" معکوس می‌شود.
هنگامی که بازوی دهانه حلقه به انتهای قوس خود می‌رسد، دو نیمه قالب در اطراف پاریسون بسته می‌شوند. بازوی دهانه حلقه به مقدار کمی باز می‌شود تا چسب خود را در "پایان‌کاری" بیرون ریزد، سپس به سمت خالی بازمی گردد.در دمیدن نهایی، که از طریق "سر دمیدن" انجام می‌شود، درون شیشه دمیده  می‌شود ،تا شیشه در داخل قالب گسترش یابد، و شکل نهایی ظرف را ایجاد کند.

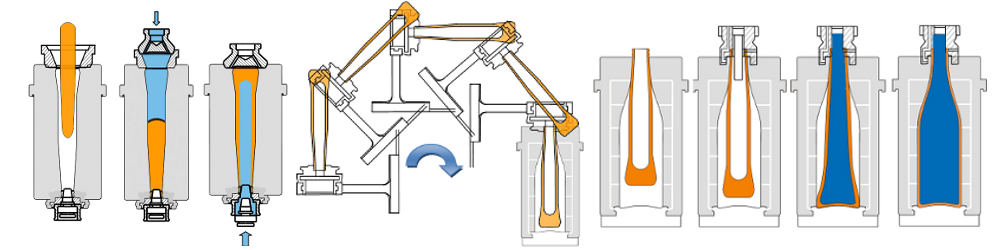
مراحل انجام فرآیند شکل‌گیری دمیدن و دمیدن

در فرآیند فشار و دمیدن،  پاریسون توسط یک پیستون بلند فلزی، که به منظور پر کردن حلقه و قالب‌های خالی، به سمت بالا حرکت می‌کند و شیشه را فشار می‌دهد، تشکیل می‌شود .  سپس فرآیند مانند گذشته ادامه می‌یابد و پاریسون به قالب که شکل آن نهایی است، منتقل می‌شود و شیشه به داخل قالب دمیده می‌شود.
سپس ظرف توسط مکانیزم "خارج کردن" از قالب برداشته شده و بر روی "ورق خنک کننده" نگهداری می‌شود، جایی که هوای خنک کننده باعث خنک شدن شیشه‌ای که هنوز نرم است،می‌شود. سرانجام، بطری‌ها توسط "پاروهای بیرون آورنده"، که دارای کیسه‌های هوا هستند تا بطری‌ها پس از قرار گرفتن روی "ورق خنک کننده" به شکل ایستاده باشند،برای حمل و نقل حرکت داده می‌شوند. آن‌ها اکنون آماده بازپخت هستند.

#### ماشین آلات شکل‌دهی
ماشین آلات شکل دهی قطعات تشکیل دهنده ظرف را نگه داشته و به حرکت در می‌آورند. این ماشین آلات از 19 مکانیزم پایه‌ای و اساسی تشکیل شده اند تا به بطری شکل دهند و به‌طور کلی از هوای فشرده (فشار بالا - 3.2 بار و فشار کم - 2.8 بار) نیروی لازم را تامین می‌کنند، مکانیزم‌ها به صورت الکترونیکی تنظیم شده اند تا حرکت تمام مکانیسم‌ها را با هم هماهنگ کنند. چیدمان ماشین آلات شکل دهی که به‌طور گسترده‌ای مورد استفاده قرار می‌گیرد دستگاه مقطع جداگانه (یا دستگاه آی اس) است. این دستگاه از 5 تا 20 بخش یکسان تشکیل شده‌است که هر بخش یک مجموعه کامل از مکانیزم‌های ساخت ظروف را در بر می‌گیرد. بخش‌ها در یک صف پشت هم قرار می‌گیرند، و تخته‌های شیشه از طریق یک دریچه متحرک، به نام توزیع کننده شیشه، هر بخش را تغذیه می‌‎کنند. بخش‌ها به‌طور همزمان یک، دو، سه یا چهار ظرف را شکل می‌دهند (که به آنها یک گوش، دو گوش، سه گوش و چهار گوش گفته می‌شود ). در مورد چند تخته شیشه، قیچی‌ها همزمان این تخته‌ها را برش می‌دهند و آنها به‌طور موازی درون قالب‌های خالی می‌افتند.
ماشین آلات شکل دهی تا حد زیادی از هوای فشرده تغذیه می‌شوند و یک کارخانه شیشه سازی معمولی چندین کمپرسور بزرگ (30k – 60k cfmدر مجموع) برای تأمین هوای فشرده لازم خواهد داشت. کوره‌ها، کمپرسورها و ماشین آلات شکل دهی مقدار زیادی گرمای اتلافی تولید می‌کنند که به‌طور کلی توسط آب خنک می‌شوند. شیشه داغی که در ماشین آلات شکل دهی استفاده نمی‌شود، تغییر مسیر می‌دهد و این شیشه تغییر مسیر داده ( کولت نامیده می‌شود) به‌طور کلی توسط آب خنک می‌شود و حتی گاهی اوقات در حمام آب پردازش و خرد می‌شود. غالباً خنک کننده‌ها در برجهای خنک کننده تقسیم می‌شوند که در هنگام تعمیر و نگهداری امکان پشتیبان گیری را فراهم کنند.

## فرآیند شیشه شناور

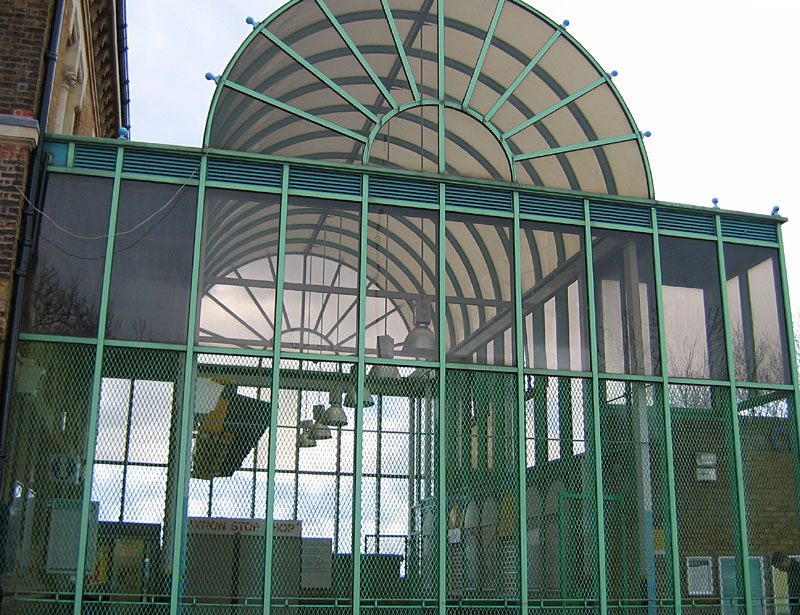
استفاده از شیشه شناور در ایستگاه راه آهن Crystal Palace، لندن

فرآیند شیشه شناور  از یک ورق شیشه تشکیل شده‌است که توسط شیشه مذاب شناور روی یک بستر از فلز مذاب که معمولا قلع است، ساخته می‌شود، اگرچه در گذشته از سرب و آلیاژهای مختلف که دارای  نقطه ذوب پایین هستند استفاده می‌شد. با این روش ورق دارای ضخامت کاملا یکنواخت و بسیار مسطح و صاف می‌شود. پنجره‌های مدرن از همین فرآیند شیشه شناور تولید می‌شوند و نمایشگر صفحه تخت نیز با استفاده از همین روش شیشه شناور  تولید می‌شود. بیشتر شیشه‌های شناور شیشه آهک سودا-دار هستند، اما مقادیر نسبتاً جزئی بوروسیلیکات  هم دارند .  فرآیند شیشه شناور همچنین به عنوان فرآیند پیلکینگتون  هم شناخته می‌شود،  که به افتخار یکی از تولید کننده‌های شیشه بریتانیا پیلکینگتون، که در دهه ۱۹۵۰ در این روش پیشگام بود، نامگذاری شده‌است.